# SC-21 (Spanje)

De SC-21

De SC-21 of Acceso al Aeropuerto de Santiago de Compostela  is een autovía in Galicië. De snelweg is 1,2 kilometer lang en verbindt de A-54 met de luchthaven van Santiago de Compostela.